# سیارک ۲۲۷۹
سیارک ۲۲۷۹ (به انگلیسی: 2279 Barto، نامگذاری:1968DL) دو هزار و دویست و هفتاد و نهمین سیارک کشف شده‌است که در ۲۵ فوریه ۱۹۶۸ کشف شد.
قدر مطلق سیارک برابر ۱۲٫۹۷ است.